# Sidi Abderrahman et-Thaâlibi
Pour les articles homonymes, voir Sidi Abderrahmane.
 (juillet 2015).
- Si vous ne connaissez pas le sujet, laissez ce bandeau (vous pouvez alors contacter les auteurs).
- Si vous supprimez le contenu mis en cause (vous pouvez préalablement contacter les auteurs),

argumentez précisément cette suppression dans la page de discussion
(un manque de référence n'est pas un argument ; une recherche réelle de référence doit avoir été effectuée, être formellement documentée).
 (février 2018).

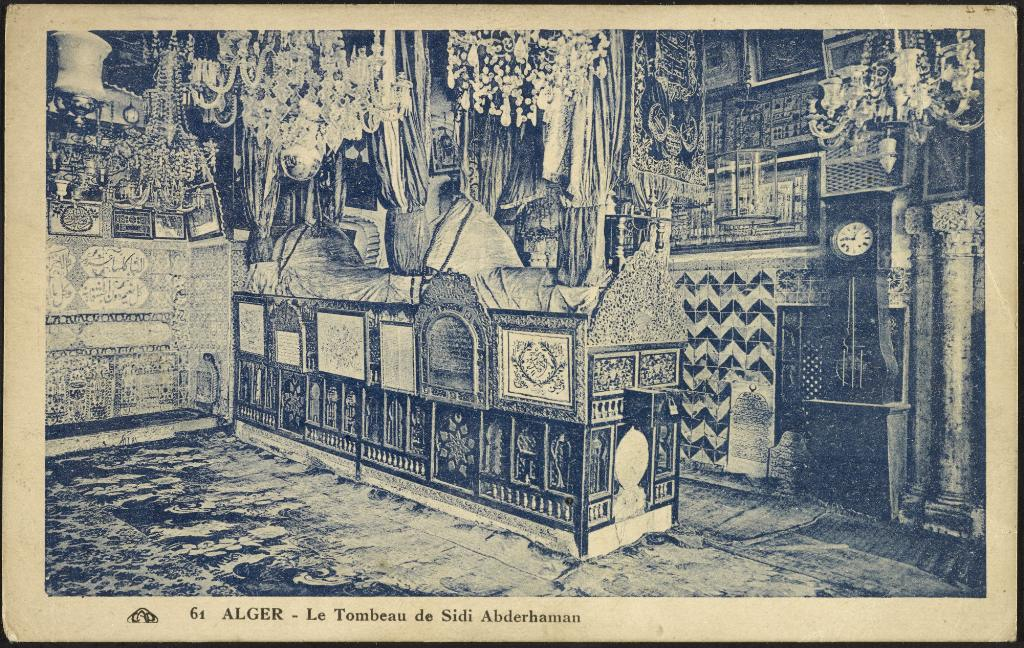
Tombeau de Sidi Abderrahmane.

Sidi Abderrahmane At-Thaâlibi (arabe : سيدي عبد الرحمان الثعالبي), de son vrai nom Abou Zaid Abderrahmane Ben Makhlouf al-Thalibi – de la tribu des Thaâliba, né en 1384 dans le village Thaälba situé sur la rive des Issers, (wilaya de boumerdes) dans l'algérois, et mort en 1471 à Alger, est un penseur et théologien musulman algérien associé à la ville d’Alger. Il côtoya les plus grands docteurs de son temps comme Abi Zeyd el Waghlissi, Abu Kassam el Mashdalî, Abi Kassem el Boughzalî, Mohamed ibn Khalf el Oubay, durant ses nombreux voyages d’études en Orient avant de revenir s’installer en 1414 à Alger, où on lui confia la magistrature (Cadi) suprême de la ville.     
Fondateur de l’école Thaalibiya, où divers enseignements étaient prodigués (histoire, littérature, soufisme, doctrines, interprétation…), Sidi Abderrahmane, auteur de plus de 90 ouvrages.
Sidi Abderrahmane est l'auteur de savants commentaires du Coran et d'une règle en vers pour la confrérie religieuse qu'il fonda. Selon la légende rapportée par Pierre Boyer, ce pédagogue était capable de faire la classe à mille garçons le matin et à mille filles le soir.

## Biographie
Sidi Abderrahmane nait vers l'an 1383. Il est le fils d'un certain Mohamed lui-même fils de Makhlouf At-Thaâlibi et appartenait à l'importante tribu arabe makilienne  des Thaâliba,,, qui occupait la plaine de la Mitidja. Il né à Ethaalba, bourgade d'où il tire son nom. Ethaalba est un village montagneux, situé dans l'actuelle commune de Z'barbar, baptisée en référence à la célèbre forêt du même nom. Auparavant cette commune, issue de la commune mère Maalla, relevait du Douar El Isseri, en référence à Oued Isser, lequel prend naissance plus haut du côté de Beni Slimane et Berrouaghia. Les communes de Maalla et Z'barbar relèvent de la daïra Lakhdaria (Ex-Palestero).
La ville d'Alger, ne lui permettant pas de satisfaire pleinement sa quête de savoir, il part à l'âge de seize ans à Béjaïa. Sept ans plus tard, il continue son apprentissage à Tunis, puis au Caire et enfin à la Mecque. Sur le chemin du retour il repasse par Tunis et fait l'acquisition de nombreux parchemins. Le transport des livres, écrits et affaires amassés durant son voyage qui aura duré environ vingt ans aurait nécessité à l'époque l'utilisation de 250 mulets. Il consacre le reste de sa vie à l'enseignement des sciences religieuses et à la dévotion. Il garde ensuite le goût pour le voyage et acquiert une renommée de savant et de mystique tourné vers la spiritualité.

## Mausolée à la Zaouia
La zaouia abrite depuis 1471 la Qoubbâ (ou coupôle), constituant  un « mausolée » pour Sidi Abderrahmane. C’est dans la qoubbâ de la gracieuse mosquée à l’architecture maghrébine, qu'il fut inhumé en 1471. La mosquée construite en 1696, sur l'emplacement de son tombeau, fut flanquée d'un haut minaret carré, reconnaissable de très loin, à sa quadruple rangée d'arcatures encadrées de bandeaux de faïences de Perse et de Rhodes. Il se dresse au-dessus d'une petite construction ornée d'un auvent de bois de cèdre, et la juxtaposition de ces deux architectures agrémentées de verdure fournit le sujet des centaines de tableaux. Un très haut palmier porté par un tronc grêle et incliné plante une sorte d'aigrette un peu plus loin.
Dans le cimetière jouxtant la qoubbâ (coupole), fut inhumé aussi Sidi Ouali Dada, venu d’Orient et qui, selon la légende, souleva les navires de Charles Quint, grâce à un coup de bâton dans les flots de la mer. Selon la légende, la tempête fut déclenchée par Ouali Dada et Sidi Betka, qui se mirent à battre la mer avec des bâtons, et Sidi Bougdour, qui frappa sur des pots et des marmites.
Dans ce sanctuaire, élevé extra-muros de l’ancienne médina vers la fin du XVIIe siècle, trônent aussi le tombeau à petite qoubbâ de Lâla Aïcha (petite-fille de Sidi Abderrahmane), les tombes d’autres personnalités de haut rang de l’époque ottomane tels Khedeur Pacha (1605), Youcef Pacha (1687), Ali Khodja, avant-dernier dey d'Alger (1818), Ahmed Bey de Constantine (1848), ainsi que d’autres figures illustres comme Mohamed Bencheneb (1869-1929), le grand savant Sidi Abdelhalim Bensmaïa (1866-1933) ou l’illustre miniaturiste enlumineur, Mohamed Racim (1896-1975). La medersa construite dans un style néo-mauresque en 1904 par l’administration coloniale jouxte le mausolée qui, initialement, était érigé, lui, intra-muros de la médina d’Alger.
Au XIXe siècle, l'ensemble se trouvait encore à l'extérieur des remparts d'Edzayer (vieil Alger), vers le bas de la cité, séparé d'un mur d'enceinte par un étroit chemin, dont il fallait gravir la forte pente en gradins pour pénétrer par la porte principale ornée de zelliges et de claustras.

## L'édifice
L'édifice actuel, remplaçant une construction plus ancienne qui depuis 1611 abritait le tombeau du marabout, a été bâti en 1696, sous le dey El-Hadj-Ahmed (qui régna de 1695 à 1698), puis transformé à nouveau en 1729 à l'époque d'Abdi-Pacha (Kourd Abdi, dey d'Alger de 1724 à 1732). Depuis 2005 la rénovation de l'édifice et des dépendances a été entamée pour prendre fin en 2009. Il se compose d'une mosquée, avec un minaret à étages de colonnettes où brillent des revêtements de faïences de diverses couleurs, d'une koubba dont les murs sont recouverts de faïences et d'ex-voto, renfermant le tombeau du saint, surmonté d'un tabout (châsse de bois sculpté et doré ornée de nombreux étendards de soie) et quelques autres tombes, et de divers locaux à l'usage de l'oukil (gardien) et de son personnel.
La mosquée est entourée d'autres tombeaux où reposent plusieurs personnages fameux:
- Ouali Dada qui, d'après la légende, déchaîna la tempête qui anéantit la flotte de Charles-Quint,
- Le marabout Sidi-Mansour ben Mohamed ben Salim, mort en 1644 et qui reposa jusqu'en 1846 auprès d'un platane sur la place de la Jénina, avant d'être déplacé sur ordre de l'autorité militaire. Lors du transfert, les honneurs furent rendus par un détachement de zouaves qui escorta le convoi jusqu'à la mosquée. Le platane fut abattu en 1853 pour cause de maladie et les indigènes furent convaincus que l'arbre n'avait pu survivre au déplacement du tombeau de Sidi-Mansour,
- Ahmed, le dernier bey de Constantine,
- Sidi Abd-Allah,
- Youcef Pacha (pacha d'Alger de 1634 à 1637),
- Le dey El-Hadj-Ahmed (« Ahmed le Pèlerin »), Hassan Pacha (pacha d'Alger de 1791 à 1798, année où il meurt de la gangrène) et sa fille, la princesse Rosa, Sidi Ouada, le dernier architecte de la mosquée, où une inscription rappelle que les derniers travaux de construction du monument ont été réalisés en 1730 sous la direction de l'oukil Sidi Ouada et du Pacha Abdi.

## Culte et culture
L’architecture de cette mosquée intègre les deux styles byzantin et maghrébin, de façon équilibrée. La mosquée Sidi Abderrahmane, très populaire est en mauvais état. Cet ensemble fut repris de nombreuses fois par les peintres orientalistes sur leurs subjectiles au regard de sa position géographique et du symbole qu’il représentait pour les notables d’Alger notamment lors des fêtes religieuses. Auguste Renoir a peint ce chemin bordé de plantes folles, comme l'avait fait quelques années avant lui le lyonnais Saint-Cyr Giriest.
Une cérémonie connue sous le nom de Mawloudyate dont l’origine remonte au XVIIe siècle, consiste en la récitation de poèmes religieux chantés dans le style des mouachahate a lieu le jour du Mawled Ennabaoui Echarif, la fête du Mouloud. Les poèmes religieux, interprétés lors de cette célébration, remontent au XVIIe siècle et étaient composés par les muftis d’Alger. 
Sidi Abderrahmane repose dans une salle sépulcrale, dont on a pu dire qu'elle était plus un boudoir qu'une mosquée, les jours où les femmes viennent y demander la protection du Saint. La magnifique châsse de bois multicolores de confréries religieuses, les nombreux lustres qui pendent de la coupole et dont certains sont un don de la reine Victoria après que son souhait de devenir maman eut été exaucé, dont des croyants exaucés, les étoffes précieuses et les ex-voto composent un décor chatoyant. 
Le vestibule d'entrée et les murs qui entourent le mausolée, en particulier son minaret, sont décorés de précieuses céramiques persanes et de versets du Coran.
Paul Leroy, très sensible à la beauté de la faïence islamique dont il collectionnait les pièces anciennes, les prit à plusieurs reprises pour accessoires de ses tableaux.
L'un des minarets les plus souvent représentés par les peintres se cache au cœur de la Casbah d'Alger, au carrefour de la rue du Palmier et de la rue Kleber, dans ce quartier où Eugène Fromentin voyait comme le dernier refuge de la vie arabe. Ce gracieux petit minaret à pans coupés creusés d'arcatures, surmonté d'une frise de carreaux de faïence et de merlons blancs. Écrasée par les vieilles demeures d'une ruelle sombre, la mosquée abrite le tombeau Sidi Mohammed Cherif, que les femmes implorent pour devenir mères.

## Œuvre
Parmi les nombreux écrits qu'on lui attribue,, citons :
- Les bons joyaux dans l’interprétation
- Les lumières éclairantes dans l’union de la Loi et de la Vérité
- Les jardins des Saints
- Des vérités sur le soufisme
- Les nobles sciences dans l’observation des états de l’autre monde